# Adunarea din Kosovo
Adunarea din Republica Kosovo (albaneză Kuvendi i Kosovës; sârbă Скупштина Косова, cu alfabetul latin: Skupština Kosova) a fost inițial înființată de către Misiunea de Administrație Interimară a Organizației Națiunilor Unite în Kosovo în 2001, pentru a asigura o auto-guvernare democratică provizorie. Pe 17 februarie 2008, Kosovo și-a declarat independența, ulterior adoptând o constituție, ce a intrat în vigoare pe 15 iunie 2008.
În prezent, Adunarea este reglementă de Constituția kosovară și este formată din 120 de membrii, dintre care 100 sunt aleși prin vot direct în cadrul Adunării în timp ce restul este format din:
- 10 locuri pentru reprezentanții sârbilor;
- 4 locuri pentru reprezentații romilor, așkalilor și egiptenilor.
- 3 locuri pentru bosniaci, muntenegreni, croați, maghiari, toskani.
- 2 locuri pentru turci.
- 1 loc pentru gorani.